# Казеево (Липецкая область)
Казе́ево — деревня Афанасьевского сельсовета Измалковского района Липецкой области.

## Название
Название — от человека с фамилией Казеев или Казыев.

## История
Упоминается в грамотах 1620 г. (ПКЕУ). Есть свидетельство 1638 года, из которого видно, что тогда группа крепостных крестьян д. Казесвой (Казыевой) Елецкого уезда убежала в Челнавский городок под г. Тамбов, и записалась в стрельцы (Загоровский. ФИЗКУ, 100).

## Население
| 2010 |
| ---- |
| 43   |